# American Legion
L'American Legion est une association d'anciens combattants de l'armée des États-Unis. Elle compte environ trois millions de membres. 

## Histoire
Fondée en 1919 dans le 7e arrondissement de Paris en France par un groupe de vétérans des forces expéditionnaires américaines au lendemain de la Première Guerre mondiale. La première réunion a lieu au Cirque Métropole. L'organisation transfère son siège à Indianapolis aux États-Unis.
Le jour anniversaire de l'armistice, l'American Legion attaqua le siège des Industrial Workers of the World — syndicat pacifiste, qui s'était notamment opposé à la Première guerre mondiale — dans l’État de Washington. Six personnes sont tuées dans la fusillade, parmi lesquelles l'un des chefs des assaillants. Le syndicaliste Wesley Everest est arrêté, mais le soir même, des membres de la Legion attaquent la prison, le castrent puis le pendent.
En plus d'organiser des évènements commémoratifs et des activités de volontaires, l'American Legion agit sur la politique américaine. Bien que sa fonction politique primaire soit d'être un groupe de pression pour les intérêts des vétérans, dont les avantages des vétérans comme les pensions ou le système de santé des vétérans (au statut particulier aux États-Unis), elle est engagée dans des domaines de politique plus générale, prenant le plus souvent des positions conservatrices. La prise de position de la Legion dans les affaires de politique du pays est sujette à de vives critiques.  
Elle a donné son nom à la légionellose : en 1976, lors d'un congrès à Philadelphie, environ 200 cas d'une forme grave de pneumonie ont été recensés. Une fois identifiée en 1977, la bactérie à l'origine de cette maladie a été nommée Legionella.

## Pièce commémorative
La loi sur les pièces commémoratives du 100e anniversaire de la Légion américaine (loi publique 115-65) autorise la Monnaie des États-Unis à frapper une pièce de cinq dollars en or, une d'un dollar en argent et une troisième d'un demi-dollar en alliage cuivre et nickel.
Le 29 août 2018 le directeur de la Monnaie américaine, David J. Ryder, fils de deux vétérans, a dévoilé devant des milliers de membres de la Légion américaine les dessins de trois pièces commémoratives qui seront mises en vente en mars pour honorer le 100e anniversaire de l'organisation.
Le prix des pièces comprend un supplément de 35 dollars pour chaque pièce d'or de cinq dollars, de 10 dollars pour chaque pièce d'argent et de 5 dollars pour chaque pièce de demi-dollar. La loi publique autorise la Monnaie à payer les surtaxes à la Légion américaine afin de soutenir les programmes de la Légion pour les anciens combattants, les membres des forces armées et d'autres fins spécifiées par la législation d'autorisation.